# Wiesław Łuka
Wiesław Łuka (ur. 28 sierpnia 1941 w Siedlcach) – polski prozaik, reportażysta, krytyk literacki i scenarzysta filmowy.

## Życiorys
Urodził się w rolniczej rodzinie Stanisława i Anastazji z Pacheckich. Uczył się w IV Liceum Ogólnokształcącym im. Hetmana Stanisława Żółkiewskiego w Siedlcach, w 1959 zdał maturę. Ukończył w 1964 filologię polską na Uniwersytecie Warszawskim. Debiutował jako krytyk filmowy w tygodniku „Dookoła Świata”. Jako reportażysta debiutował na łamach tygodnika „Życie Literackie”. W latach 1964–1970 był redaktorem Wytwórni Filmowej „Czołówka”, w następnych latach pracował w redakcjach m.in. „Walki Młodych”, „Prawa i Życia”, „Ekspress Reporterów”, „Sztandaru Młodych” oraz „Głosu Nauczycielskiego”. W 1966 został członkiem Stowarzyszenia Dziennikarzy Polskich, a w 1987 członkiem nowego Związku Literatów Polskich.
Otrzymał wiele nagród klubowych Stowarzyszenia Dziennikarzy Polskich oraz w konkursach na reportaż, organizowanych przez redakcje czasopism. Wygrał także konkurs na scenariusz filmu fabularnego, organizowany przez TVP, poświęcony sprawie połanieckiej. Scenariusz oparł na swojej książce reporterskiej pt. Nie oświadczam się. Na jego podstawie powstał film pt. Zmowa w reżyserii Janusza Petelskiego. Również na podstawie tej książki Janusz Wiśniewski wyreżyserował przedstawienie pt. Świadkowie w Teatrze Słupskim.
Od 1995 roku prowadzi zajęcia na Wydziale Dziennikarstwa i Nauk Politycznych (obecnie Wydział Dziennikarstwa Informacji i Bibliologii). Przez kilka lat pracował w Liceum Kamila Baczyńskiego w klasach o profilu dziennikarskim.

## Twórczość
- Pukanie do drzwi (1977)
- Teraz tak mało miłości (1978)
- Biniu nie wzywa pomocy (1979)
- Krew po matce (1980)
- Nie oświadczam się (pierwsze wydanie 1981)
- Dusze w gipsie (1982)
- Szukanie własnego cienia (1984)
- Każdy przebiega dystans (1985)
- Ślizgiem (1986)
- Uleczyć życie (współautor pracy zbiorowej 1986)
- Śmierć przychodzi każdego dnia (1990)
- Oblicze zbrodni (1991)
- Fakt jest święty (2014)
- Nie oświadczam się (drugie wydanie rozszerzone 2014)
- Lękomyśli, transformacje i... (2017)
- Bezradność wobec istnienia (2017)
- Głupiejemy (2019)
- W euforii (2020)
- A nuż, widelec... (2021)

## Odznaczenia
- Srebrny Krzyż Zasługi (1984)
- Odznaka „Zasłużony Działacz Kultury” (1979)

Źródło:.

## Nagrody i wyróżnienia
- wyróżnienie w Ogólnopolskim Konkursie na reportaż prasowy o tematyce związanej z budową Portu Północnego (1974)[2]
- III nagroda w konkursie Krajowej Agencji Wydawniczej na reportaż dla młodzieży za Biniu nie wzywa pomocy (1978)[1]
- I nagroda w konkursie Telewizji Polskiej na scenariusz filmu fabularnego - za scenariusz Zmowa (1986)[1]
- Dyplom Krajowego Klubu Reportażu za 2015 (2016)[3]